# Carrer de les Quarteres dels Jueus i baixada del Call (Santa Coloma de Queralt)
El Carrer de les Quarteres dels Jueus i baixada del Call és una obra de Santa Coloma de Queralt (Conca de Barberà) inclosa a l'Inventari del Patrimoni Arquitectònic de Catalunya.

## Descripció
Dos carrers on durant els segles xiii-XV hi habitaven els jueus.

## Història
Santa Coloma de Queralt, vila feudal, fou, des de mitjans del segle xiii fins al 1492 lloc privilegiat pels jueus. A diferència d'altres llocs, habitaren junts amb la gent del poble en els diversos carrers de la vila: c/ Major, on tenia la sinagoga; pl. Major i de l'Església i majoritàriament dintre del call, que agafa els actuals carrers de les Quarteres on hi tenien l'Hospital, cantonada amb la baixada de la Presó; al c/ Forn de Baix i la baixada del call o c/ de Sant Antoni. Hi hagué més de cinquanta famílies de jueus i tingueren diversos negocis, junts amb els vilatans fins a la seva expulsió.